# چهار مضراب (آلبوم)
چهار مضراب نام یک آلبوم موسیقی اثر  جلیل شهناز، هنرمند ایرانی است که در سبک سنتی تهیه شده و دارای ۱۲ آهنگ است.

## فهرست آهنگ‌ها
| ردیف | آهنگ                    |
| ۱    | چهار مضراب سه گاه       |
| ۲    | چهار مضراب مخالف سه گاه |
| ۳    | چهار مضراب اصفهان       |
| ۴    | چهار مضراب بیات راجه    |
| ۵    | چهار مضراب عشاق         |
| ۶    | چهار مضراب همایون       |
| ۷    | چهار مضراب شور          |
| ۸    | چهار مضراب دلپذیر       |
| ۹    | چهار مضراب اصفهان       |
| ۱۰   | چهار مضراب ابوعطا       |
| ۱۱   | چهار مضراب سه گاه مویه  |
| ۱۲   | چهار مضراب سه گاه       |